# Regañona común

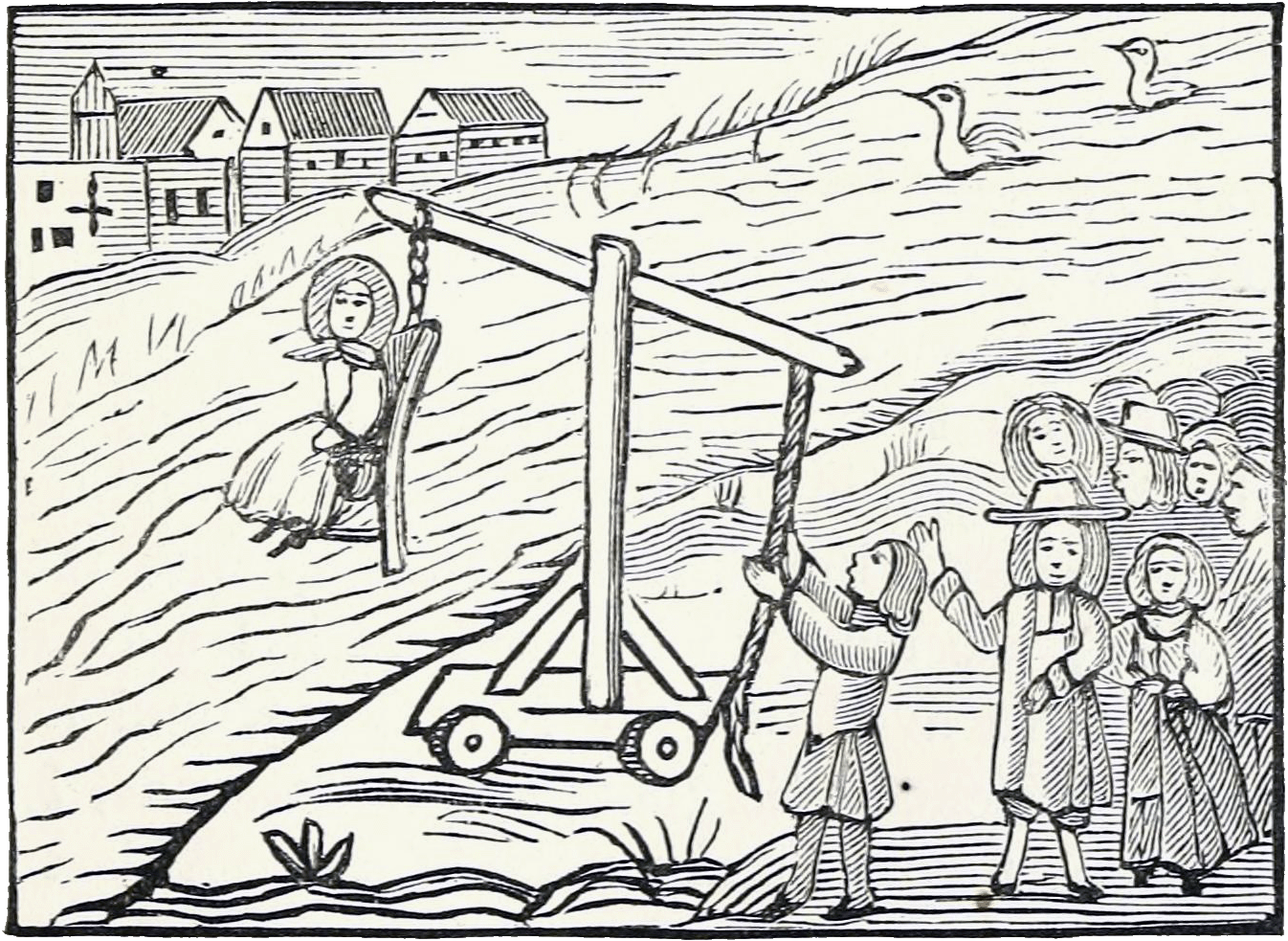
Castigo de una regañona común en un taburete de sumersión

En el Derecho del Común de Inglaterra y Gales, en su parte penal, una reñidora o regañona común era un tipo de persona que constituía una molestia pública. El término se aplicaba a una mujer que causaba problemas y que perturbaba la paz discutiendo y peleando con sus vecinos todo el tiempo. En su mayor parte las personas castigadas por esta conducta eran mujeres, si bien los varones también podían ser tachados de reñidores o regañones públicos, en inglés "common scold". El nombre en latín para este tipo de mujer era communis rixatrix. La gramática de este nombre sólo se aplica a las mujeres (pues rixatrix es una forma de femenino). Esto deja claro que en la práctica, según las normas de los tiempos antiguos, se consideraba que sólo las mujeres podían cometer este tipo de delitos.
Cuando los británicos fueron por primera vez a Norteamérica, llevaron este concepto o tipo de delito con ellos.
El delito era a menudo castigado mediante "sumersión" o "zambullida". La zambullida significaba que el delincuente (o la delincuente) era colocado en una silla (o taburete de sumersión) sobre un río o una charca. Luego se le bajaba al agua, hasta que estuviera completamente en el agua. Esto se repetía varias veces.
Aunque siguió siendo un delito incluido en las compilaciones de leyes de Inglaterra y Gales hasta 1967, pocas personas fueron realmente juzgadas por ser una regañona común. Debido a que sólo se aplicaba a las mujeres, finalmente se había prohibido en los Estados Unidos, dado que la Constitución de los Estados Unidos (la ley suprema de la nación) no permite que las personas sean tratadas de manera diferente (de acuerdo con la sección de la Constitución llamada Cláusula sobre protección igualitaria). 

## La falta y su castigo
En los Comentarios a las Leyes de Inglaterra, William Blackstone dice de esta falta:
Por último, una regañona común, communis rixatrix (ya que nuestro latín jurídico la confina al género femenino), es una molestia pública para su vecindario. Por el cual delito puede ser acusada; y, si es condenada, será sentenciada a ser colocada en un cierta máquina de corrección llamado trebucket, castigatory, o cucking stool ("taburete de corrección"), que en la lengua sajona significa el taburete de regañona; aunque ahora es frecuente convertirlo en el taburete de sumersión, porque el resultado del juicio es que, cuando sea colocada en él, será sumergida en el agua para su castigo. Comentarios sobre las Leyes de Inglaterra, IV:13.5.8, p. *169

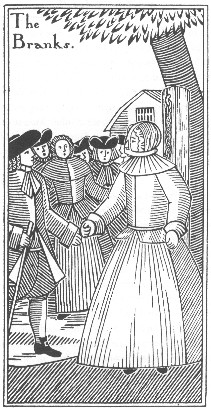
Las bridas o máscaras de regañona probablemente se usaron como castigo, pero no se han encontrado registros oficiales de su uso.

El castigo previsto por ser una regañona común era sumergir por la fuerza a la mujer encontrada culpable bajo el agua una y otra vez. Para ello se utilizó un mueble llamado "cucking stool" o "taburete de corrección". Según Blackstone, más tarde se pasó a llamarlo "taburete de sumersión".

Otros escritores no están de acuerdo con Blackstone. Dicen que el taburete de corrección y el taburete de sumersión son en realidad dos tipos diferentes de dispositivos de castigo. El Libro de Domesday menciona el uso de un taburete en el pueblo de Chester, una especie de silla también conocida como cathedra stercoris. Esta palabra latina se traduce como "silla de excremento o estiércol". Se cree que el castigo consistía en dejar que todos vieran las nalgas de la mujer castigada. Este tipo de silla se utilizaba para castigar no sólo a las regañonas comunes, sino también a los fabricantes de cerveza (cerveceros) y a los panaderos que vendían cerveza o pan en mal estado. François Maximilian Misson, un viajero y escritor francés, escribió sobre la forma en que se usaba el taburete de sumersión en Inglaterra a principios del siglo XVIII:
"La forma de castigar a las mujeres es bastante divertida. Atornillan un sillón al extremo de dos vigas de doce o quince pies de largo, y paralelas entre sí, de modo que estos dos trozos de madera con sus dos extremos abrazan la silla, que cuelga entre ellos por una especie de eje, por lo que juega libremente, y siempre permanece en la posición horizontal natural en la que debe estar una silla, para que una persona pueda sentarse cómodamente en ella, ya sea que usted la levante o la baje. Colocaron un poste en la orilla de un estanque o de un río, y sobre este poste colocaron, casi en equilibrio, las dos piezas de madera, en un extremo de las cuales la silla cuelga justo sobre el agua. Colocan a la mujer en esta silla y la sumergen en el agua tan a menudo como lo ordena la sentencia, para enfriar su calentura desmesurada". François Maximilian Misson
El taburete de sumersión no siempre estaba atado a un lugar junto a un río o estanque. A veces tenía ruedas. La mujer declarada culpable sería llevada por la calle antes de que se le aplicara el castigo. Otra forma de sumersión era usar un dispositivo llamado "tumbrel" o carretilla. Esta carretilla era una silla sobre dos ruedas. Tenía dos largas varas fijadas en sus ejes. El aparato sería empujado al estanque de la zambullida y se soltarían las dos varas. Esto inclinaría la silla hacia atrás, sumergiendo a la víctima.
Las llamadas máscaras o bridas de regañona eran otro dispositivo de castigo. Era conocido en Escocia como brank, es decir, un tipo de máscara. Las bridas de regañona eran una máscara de metal que se cerraba alrededor de la cabeza de una persona. Por esta razón, a veces se las llamaba "jaula de cabeza". Las bridas de regañona tenían una lengüeta que entraba en la boca de la víctima para impedirle la conversación. Algunos comentaristas sostienen que a las personas sentenciadas como regañonas comunes se les aplicó este castigo como medida preventiva o punitiva, pero ninguna fuente legal conocida menciona el uso de las bridas de regañona para castigar a una regañona común, si bien existen informaciones circunstanciales sobre el uso de este dispositivo para castigos públicos. En los Estados Unidos, las regañonas o las personas declaradas culpables de delitos similares a veces eran castigadas con un tapón o mordaza de palo en la boca. Un tapón o mordaza de palo era similar a la máscara o bridas de regañona, pero era más fácil de hacer. El taburete de sumersión también fue llevado al territorio de los Estados Unidos cuando los británicos se establecieron allí durante la época colonial.

## Procesos históricos

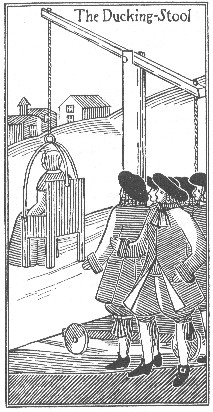
Este grabado en madera muestra las ruedas en el taburete de sumersión, lo que permitía,que la ocupante fuera llevada por las calles antes de ser sumergida.

Una placa montada en el Puente Fye en Norwich, Inglaterra, dice que marca el lugar donde había estado instalado un taburete de corrección (cucking stool) entre 1562 y 1597; también dice que las "rameras" (prostitutas) y las regañonas comunes sufrían allí el castigo de la sumersión. En las Anécdotas de Percy, publicadas en 1820, los autores afirman que "no consta cuánto tiempo hace que el taburete ha estado en desuso en Inglaterra". Las Anécdotas también sugieren que los taburetes dejaron de usarse por su ineficacia como castigo. El texto cuenta el caso de la Sra. Finch que, en 1681, ya había sido declarada culpable de ser una regañona común y había sufrido el castigo de sumersión en tres ocasiones; cuando fue declarada culpable por cuarta vez, el Tribunal del Rey no ordenó que se la castigara con la sumersión, sino que, en lugar de eso, le ordenaron que pagara una multa y que fuera encarcelada hasta que pagara la multa.
La miscelánea de Percy también cita un poema de John Gay (1685-1732), quien escribió:
Me apresuraré a ir al estanque, donde el taburete alto,

En la tabla larga, cuelga sobre la alberca embarrada,

Ese taburete que es el terror de cada marica regañona;

y también un poema de Benjamin West de 1780, que escribió:
Ahí está, amigo mío, en ese estanque,
Una máquina llamada taburete de sumersión;
Por el poder de la ley constituido
En alegría y terror de la ciudad
Cuando las mujeres agitadas alumbran peleas. . .
Estos poemas no prueban que el castigo tuviera lugar en el momento en que fueron escritos. Sin embargo, muestran que no se había olvidado el castigo de sumersión.
En un caso legal de 1704 llamado La Reina contra Foxby, 6 Mod. 11, el abogado de la persona acusada de ser una regañona dijo que no conocía ninguna ley que permitiera zambullir a las reñidoras. El magistrado John Holt, Presidente de la Corte Suprema de Su Majestad, dijo que esto no era correcto y sostuvo que era "mejor zambullirse en la Trinidad, que por San Miguel", lo que significa que era mejor que a una persona se la sumergiera en verano que en invierno. La forma en que lo dijo, sin embargo, sugiere que pensaba que el castigo era una costumbre anticuada y algo así como una broma pesada. El último registro escrito de taburetes de sumersión involucró a cierta Sra. Ganble en Plymouth en 1808, y a una Jenny Pipes de Leominster (un pueblo de Herefordshire) en 1809. En 1817, Sarah Leeke, también de Leominster, fue sentenciada a ser zambullida. Sin embargo, el agua del estanque era demasiado baja. En vez de eso, las autoridades la llevaron por toda la ciudad en una silla con ruedas.
El derecho consuetudinario de Inglaterra -el derecho consuetudinario hecho en base al precedente de los tribunales, en lugar de a través de la legislación- fue adoptado por los Estados Unidos en sus primeros días. El derecho consuetudinario incluía el delito de ser una regañona común. En 1829, una corte de Filadelfia, Pensilvania, encontró a la escritora y periodista estadounidense Anne Royall culpable de ser una regañona común. Royall había puesto objeciones al hecho de que un cuartel de bomberos, construido con dinero federal, fuera usado por una pequeña iglesia para sus servicios. Ella pensaba que esto violaba la separación entre la iglesia y el Estado, separación fijada por la Cláusula de Establecimiento de la Primera Enmienda de la Constitución de los Estados Unidos. Los clérigos locales hicieron campaña para que la castigaran como una regañona común. Con la esperanza de que la corte sentenciara a Royall a la sumersión, los marineros del Astillero Naval construyeron un taburete de sumersión. Sin embargo, el tribunal de Pensilvania dictaminó que el castigo ya no debía usarse. En su lugar, multaron a Royall con diez dólares. En 1972, en el caso State vs. Palendrano, 293 A.2d 747, los fiscales del estado de Nueva Jersey acusaron a una mujer de ser una regañona común por un disturbio que había causado. El Tribunal Superior de Nueva Jersey dictaminó que la ley era incorrecta porque era demasiado vaga.

## Situación actual de la ley
En Inglaterra y el País de Gales, las únicas partes del Reino Unido en las que se aplicaba la ley, no se produjo ningún enjuiciamiento contra regañonas comunes durante mucho tiempo. Los abogados en Sykes vs. Director of Public Prosecutions [1962] AC 528, describieron el delito como "obsoleto". El apartado a) del párrafo 1 del artículo 13 de la Ley de derecho penal de 1967 lo suprimió.
El delito de ser una regañona común también se había vuelto obsoleto en los Estados Unidos, entre otras razones porque implicaba que sólo las mujeres podían cometerlo. Se determinó que esto violaba la Cláusula sobre protección igualitaria de la Decimocuarta Enmienda a la Constitución de los Estados Unidos. Muchos estados tienen leyes que restringen la profanidad pública, los ruidos excesivos en público y la conducta desordenada. Obviamente ninguna de estas leyes tiene una connotación negativa de género ni un castigo similares a los que tradicionalmente se habían usado para la regañona común.